# Olbierzowice
Olbierzowice – wieś w Polsce położona w województwie świętokrzyskim, w powiecie sandomierskim, w gminie Klimontów.
Wieś leżąca w powiecie sandomierskim województwa sandomierskiego wchodziła w XVII wieku w skład kompleksu klimontowsko-ossolińskiego dóbr Zbigniewa Ossolińskiego.
Siedziba parafii pod wezwaniem św. Wawrzyńca.

## Historia
Historyk Augustin Theiner w „Monumentach” wymienia w roku 1326 Augustyna, plebana w Olbierzowicach.
Natomiast Jan Długosz w "Liber beneficiorum dioecesis Cracoviensis" wymienia Marcina Szitko Olbyerza jako właściciela wsi w drugiej połowie XV wieku. Pisze również, że we wsi istniał kościół drewniany pod wezwaniem św. Wawrzyńca. We wsi znajdowały się łany kmiece, folwarczne płacące dziesięcinę miejscowemu plebanowi. Do miejscowego plebana należały  również miał grunty orne i dwie łąki, jedna przy krzakach Jana Sufragana (Johannis Suffraganei), a druga obok drogi do Opatowa.
Wizytacja w końcu XVI wieku, biskupa Jerzego Radziwiłła wymienia kolatora Zbigniewa Ossolińskiego. Nie podaje natomiast nazwiska plebana.
Od połowy XVI wieku do 1620 roku wieś wraz z kościołem znajdowała się w rękach arian. W 1620 roku arian z Olbierzowic wypędził Jan Zbigniew Ossoliński wojewoda sandomierski, który nabył wieś od Strojnowskich w 1604 roku. W 1620 folwark wraz z kościołem został przekazany przez Jerzego Ossolińskiego, syna Jana Zbigniewa, w administrację dominikanów z klasztoru w Klimontowie. Przeorowie zarządzali parafią za pośrednictwem komendarza, który miał ogród, sadzawkę i jednego chałupnika”.
W 1731 roku dzierżawcą wsi był Jan Flottfedtt”.
W 1764 roku pleban Jan Woliński założył nowy cmentarz parafialny przy drodze w kierunku Pokrzywianki.
W 1787 roku w Olbierzowicach mieszkało 77 osób wyznania rzymskokatolickiego (19 mężczyzn, 26 kobiety, 14 dzieci w wieku od 7 lat i 18 dzieci w wieku do 7 lat), a także 7 Żydów (1 mężczyzna i 1 kobieta i 5 dzieci w wieku od 7 lat).
W 1827 roku wieś liczyła 16 domów i 74 mieszkańców.
W 1863 roku na miejscowym cmentarzu parafialnym w zbiorowej mogile pochowano 52 powstańców styczniowych poległych 21 października w bitwie pod Jurkowicami.
W 1864 roku został rozparcelowany przez władze rosyjskie folwark należący do klasztoru Dominikanów w Klimontowie. Grunt pofolwarczny podzielono na działki o powierzchni 3 mórg. Rozdano je weteranom, którzy przesłużyli 25 lat w armii rosyjskiej lub odznaczyli się w wojnie krymskiej.
W dniu 17 kwietnia 1869 została założona Szkoła Elementarna obejmująca swoim zasięgiem wsie: Górki (8 dymów), Pokrzywianka (26 dymów), Nowa Wieś (29 dymów), Jurkowice (24 dymy), Pełczyce Górne (6 dymów), Pełczyce Dolne (9 dymów), Wróblew (6 dymów), Olbierzowice (6 dymów), Konary (26 dymów), Wola Konarska (4 dymy), Ułanowice (19 dymów), Witowice (13 dymów). Łącznie obszar powołanej szkoły obejmował 112 dymów. Na utrzymanie szkoły z każdego dymu i gruntu przeznaczono 1 rubel i 20 kopiejek, co łącznie dało kwotę 206 rubli i 40 kopiejek. Fundusz przeznaczony był na: 150 rubli na pensję dla nauczyciela, 36 rubli na pensję dla struża, 5 rubli na materiały piśmienne, 3 ruble na nagrody, 3 ruble na zakup książek do biblioteki, 4 ruble na zakup książek dla biednych dzieci i 5 rubli 40 kopiejek na utrzymanie porządku szkoły. Dla nauczyciela przeznaczono również 3 morgi pola w Olbierzowicach i 4 morgi w Konarach. Na szkołę został przenaczony zakupiony budynek składający się z dwóch izb szkolnych i dwóch izb na mieszkanie nauczyciela. Dodatkowo mieszkańcy zobowiązali się dostarczać drzewo na opał z własnych lasów oraz wyposażyć szkołę w meble. Na nauczyciela został wybrany Feliks Wolski, wcześniej uczacy w szkole w Osieku.
W 1886 wieś liczyła 31 domów, 150 mieszkańców i 248 mórg ziemi. We wsi znajdowała się również szkoła początkowa ogólna oraz dom dla ubogich.
W 1905 roku oddano do użytku ceglany budynek szkolny. Według St. Chmielnickiego w 1929 roku była to szkoła 4 – klasowa.
W 1910 rozebrano stary modrzewiowy kościół drewniany. Kościół został rozebrany pod budowę nowego kościoła a drewno pozyskane z rozbiórki posłużyło na budowę domu dla wikariuszy. Kamień węgielny pod nowy kościół poświęcił biskup sandomierski Marian Józef Ryx.
W 1929 roku wieś liczyła 37 gospodarstw i 271 mieszkańców.
W 1959 nastąpiła elektryfikacja wsi.
W latach 1954–1972 wieś należała i była siedzibą władz gromady Olbierzowice. W latach 1975–1998 miejscowość położona była w województwie tarnobrzeskim.

## Zabytki
- Pomnik na placu przed kościołem parafialnym, upamiętniający powstańców styczniowych poległych w bitwie pod Jurkowicami, odsłonięty w 1930 roku.
- Najstarsza część cmentarza parafialnego, wpisana do rejestru zabytków nieruchomych (nr rej.: A.683 z 13.06.1988)[13].
- Kościół parafialny pod wezwaniem św. Wawrzyńca z 1910 w stylu neogotyckim zaprojektowany przez architekta Stefana Szyllera, autora projektu gmachu Zachęty i budynków Uniwersytetu w Warszawie. Kościół należy do najwyższych w Polsce; wysokość wieży – 57 m.
- Murowany budynek szkolny z 1905 r. na wzniesieniu przy placu naprzeciwko kościoła (opuszczony)[14].

## Ludzie związani z Olbierzowicami
- Alicja Majewska (ur. 30 maja 1948 we Wrocławiu) – polska piosenkarka estradowa[15].